# Wałowa Hara
Wałowa Hara (biał. Валова Гара; ros. Волова Гора, Wołowa Gora) – wieś na Białorusi, w obwodzie witebskim, w rejonie lepelskim, w sielsowiecie Domżarycy. W 2009 roku liczyła 32 mieszkańców.
Leży nad Kanałem Berezyńskim.